# Made in America (Clanul Soprano)
„Made in America” este ultimul episod din serialul HBO The Sopranos. Este al 86-lea episod al serialului, al nouălea din cea de-a doua parte a sezonului 6, și al 21-lea din sezonul întreg. Scris și regizat de creatorul serialului, David Chase, episodul a fost difuzat pentru prima dată în Statele Unite la 10 iunie 2007. Ultima scenă a fost subiectul mai multor interpretări, iar Chase a refuzat să dea un răspuns clar asupra finalului.

## Poveste
Tony stă în continuare ascuns cu echipa sa. Acesta se întâlnește cu agentul FBI Dwight Harris și îi dă informații despre Ahmed și Muhammad în schimbul locației lui Phil Leotardo. Harris nu știe unde se află acesta. Tony își vizitează familia la ascunzătoare și îi însoțește la înmormântarea lui Bobby. Tony o vizitează apoi pe Janice la casa ei, aceasta spunându-i că îi va crește copiii, ignorând că aceștia o urăsc. Harris îl informează pe Tony că Phil folosește telefoane publice din benzinăriile din Oyster Bay, Long Island, iar echipa lui Tony începe să supravegheze zona.
Phil îl sună pe Butchie de la un telefon public, fiind furios pentru că echipa sa nu a reușit să-l ucidă pe Tony. Phil respinge propunerea lui Butchie de a face pace. Acesta îi spune de asemenea că va fi pedepsit pentru eșecul său, după ce Tony va fi ucis. Tony se întâlnește cu Butchie pentru a negocia, fără ca Phil să știe. Butchie refuză să dea locația șefului său, dar este de acord cu un armistițiu și îi dă voie lui Tony să comande o lovitură asupra lui Phil. La puțin timp, Tony și familia se mută înapoi în casa lor din North Caldwell. Între timp, Benny și Walden îl găsesc pe Phil și îl împușcă într-o benzinărie.
A.J. le spune părinților că intenționează să se înroleze în armată, dar aceștia îi găsesc de lucru la compania de producție de filme a lui Carmine Lupertazzi Jr. Meadow și Patrick Parisi își anunță logodna și faptul că Meadow va lucra la o firmă de avocatură ce îi apară pe cei asupriți de guvern, în special imigranții. Tony îl vizitează pe Silvio, aflat în comă la spital. 
Carlo dispare, iar Paulie se teme că acesta a devenit informator după ce fiul său, Jason Gervasi, a fost arestat pentru distribuție de droguri. Avocatul lui Tony, Neil Mink, îi spune că este posibil ca Gervasi să depună mărturie, iar Tony va fi acuzat. Cu Carlo dispărut, Tony oferă șefia echipei Aprile lui Paulie.
Janice se întâlnește cu Junior la azil pentru a-l informa de moartea lui Bobby, dar demența lui Junior îl face prea confuz pentru a înțelege. Tony îl vizitează pe Junior și îi spune să dea banii rămași copiilor lui Bobby. Junior nu-l recunoaște pe Tony. Tony încearcă să îi amintească lui Junior de viața sa în mafie, moment în care Junior are un moment de claritate. Tony își dă seama că Junior, cel pe care l-a iubit și urât, s-a dus, moment în care se ridică și pleacă.
Familia Soprano stabilește să se întâlnească la un restaurant. Tony îi spune Carmelei că Gervasi va depune mărturie, iar A.J. îi amintește tatălui său de sfatul său legat de amintirea vremurilor bune. Un om misterios intră în restaurant. Meadow întârzie, și, când intră, clopoțelul sună, Tony se uită în sus, iar ecranul devine brusc negru.